# Anthemius (pretoriánský prefekt)
Anthemius byl východořímský pretoriánský prefekt na konci vlády císaře Arcadia a počátku vlády Theodosia II. a regent druhého zmiňovaného.

## Život
Po smrti císaře Arcadia roku 408 se na trůn dostal jeho teprve sedmiletý syn Theodosius II. Anthemius za něj vykonával vládu jako regent. Jednalo se o schopného administrátora, dokázal zajistit dostatek potravin pro hlavní město Konstantinopoli, zlepšil diplomatické vztahy se západní částí říše, vyjednal výhodnější smlouvu s Peršany, ubránil Podunají a Ilýrii před Góty a Moesii před Huny, začal s výstavbou hradeb kolem Konstantinopole a rozšířil dunajskou flotu. V roce 414 převzala regentský úřad Aelia Pulcheria, starší císařova sestra, a Anthemius byl nahrazen i na postu prefekta pretoriánů, kde ho vystřídal Aurelianus.